# Cocoøerne
Cocoøerne er en burmesisk øgruppe bestående af 7 øer i det Indiske Ocean.
Øgruppen har et samlet befolkningstal på 1363 (2014), hvoraf 1200 bor på hovedøen Great Coco Island.
Øgruppen blev navngivet efter Kokos-nødder af portugisiske Opdagelsesrejsende i 1600-tallet. I 1800 tallet blev øerne en del af det britiske imperium.